# Gigantolaelaps
Gigantolaelaps es un género de ácaros perteneciente a la familia  Laelapidae.  Se encuentra en la piel de roedores cricétidos, de la tribu Oryzomyini, se encuentra en América del Sur y hacia el norte hasta el sur de los Estados Unidos. Tienen un tamaño grande (> 1 mm), son de color oscuro y tienen un complejo ciclo de vida.

## Especies
- Gigantolaelaps aitkeni[3]
- Gigantolaelaps amazonae[3]
- Gigantolaelaps barrerai[3]
- Gigantolaelaps boneti (en Peromyscus mexicanus, Handleyomys chapmani, Megadontomys cryophilus, Peromyscus melanocarpus, y Oryzomys couesi en Oaxaca;[4] incluye G. tropedai)[5]
- Gigantolaelaps brachyspinosus (en Holochilus brasiliensis)[5]
- Gigantolaelaps canestrinii[3]
- Gigantolaelaps fonsecai (incertae sedis)[5]
- Gigantolaelaps gilmorei[3]
- Gigantolaelaps goyanensis[5] (incluye G. strandtmanni)[6]
- Gigantolaelaps guimaraesi[3]
- Gigantolaelaps inca[3]
- Gigantolaelaps intermedia[3]
- Gigantolaelaps mattogrossensis[5] (incluye G. cricetidarum)[2]
- Gigantolaelaps maximus (incertae sedis)[5]
- Gigantolaelaps oudemansi[3]
- Gigantolaelaps peruviana[3]
- Gigantolaelaps striatus[3]
- Gigantolaelaps tiptoni[5]
- Gigantolaelaps versteegi[3]
- Gigantolaelaps vitzthumi[3] (incluye G. bahiensis and G. bipilosus)[5]
- Gigantolaelaps wolffsohni Fonseca, 1939[3] (incluye G. butantanensis and G. comatus)[7]